# 上田三根子
上田 三根子（うえだ みねこ 1949年3月- ）は、日本のイラストレーター。埼玉県出身。

## 概要
- 埼玉県立川越女子高等学校を経てセツ・モードセミナー卒業。明るくポップで親しみやすい作風で、数多くの書籍・雑誌・広告・グッズなどのイラストレーションを手がける。東京イラストレーターズソサエティ会員。
- ザ・ビートルズのファンで高校時代にさぼって7月2日の昼と夜の日本武道館公演へ見に行ったことがあり、この公演で青年と知り合ったのをきっかけに結婚した[1][2]。

## 主な作品
ナショナルブランドから社内テキスト、会報、ローカルなミニコミ誌など幅広く手がけているため、非売品、絶版品までリストアップすると膨大な量になる。

### 著書
- 上田三根子の更年期ダイエット クロワッサンで実証（マガジンハウス2006年）ISBN 978-4838716791
- 上田三根子のColor Story（クレオ1997年）ISBN 978-4877360085
- 地球となかよく暮らす本（ワニブックス1991年）ISBN 978-4847011313
- ふたりのセーター・クラブ（日本ヴォーグ社[3]）ISBN 978-4529013758

### 挿絵
- 楠部弓、楠部文著作『キッズシェフのためのわくわくクッキング』（ポプラ社2005年）ISBN 978-4591087046
- 矢野顕子著『月刊アッコちゃん』月刊カドカワ連載
- 矢野顕子著『はたらくラーラ』

### 表紙イラスト
- candy (講談社雑誌)
- Olive（1980年）
- あんしんペット生活
- セボネ（世田谷ボランティア協会機関誌、2004年9月）
- チャレンジランド（進研ゼミ会員機関誌、年度失念）
- 幼児と保育
- フォアミセス
- ファミリープラザ（「おともだち」付録、1996年度）
- 日経BPソフトプレス・Microsoft Officeシリーズテキスト

### 広告・パンフレット
- ジェイティービー「ナイスショップ」（デパート商品券、1994年〜1995年）
- 簡易保険文化財団
- 日本国際連合協会・講談社「国連英検」（1996年）
- ニコン「クールピクス」（型番失念）
- 寺田倉庫「トランクルーム」（車内広告、2006年〜）
- ソニー・コンピュータエンタテインメント「ぼくのなつやすみ2〜海の冒険篇〜」
- ライオン「キレイキレイ」
- 新日鉄都市開発、東京建物「ココロコス東京久米川」（マンション、2007年）

### キャラクターデザイン
- ソニー・コンピュータエンタテインメント／ミレニアムキッチン「ぼくのなつやすみシリーズ」
- ぼくらのかぞく
- 寺田倉庫「まぁ、ちゃんと。」

### その他
- NHK教育テレビジョン「おしゃれ工房」「きょうの料理」（オープニングアニメーション）
- ライブドア・デイリー4コマ
- よみうりランド開園25周年記念キャンペーン（ポスター、ノベルティグッズなど、1988年）
- カルロス・トシキ&オメガトライブ「natsuko」「時はかげろう」（CDジャケット、1990年）
- 日立 世界・ふしぎ発見!（インタビュー出演　2009年）
- ぼくのなつやすみ4 瀬戸内少年探偵団「ボクと秘密の地図」（PSPソフト、ソニー・コンピュータエンタテインメント）声の出演、お母さん役